# Миколай Парава
Миколай Парава з Любіна (пол. Mikołaj Parawa z Lubina; пом. 6/8 вересня 1450) — польський шляхтич гербу Огоньчик (Повала) XV століття. Галицький староста з 1443 року.

## Життєпис
Перший представник лицарського роду (гніздом роду був Любін, Добжинська земля), що прибув до Русі. Можливо, молодший брат Анджея з Любіна — підскарбія Королівства, старости та підкоморія добжинського, який сприяв його появі на королівському дворі та отриманню посади королівського постільничого. Перед цим, можливо, лицар короля Яґайла, від якого отримав записи:
- 1431 — Рогатин, власником чи посідачем якого до цього був Богдан Рогатинський
- 1432 — 200 гривень на Янчині та 5-ти селах Львівського повіту (Бачів, Стратин, Кореличі, Матіїв, Жендовичі (пол. Żędowice), іноді Жидовичі[1])
- 1433 — 200 гривень на рогатинських маєтках (Рогатин, 2 передмістя та 9 сіл Галицького повіту, зокрема, Бабинцях, Вербилівцях, Потоці, Черчу, Старому Рогатині, Руді, Дібринові, Підвинні, Чесниках, Путятинцях і Насташині[1])
- 1434 — 50 гривень на селі Путятинці.

У 1449 році Миколай з Княгиничів і Дідилова, середній син Пйотра Влодковича, за згодою братів продав йому за 500 гривень Товсте.
Згаданий галицьким та рогатинським старостою в документі, виданому в Коломиї Яном з Чижова — краківським каштеляном, старостою, намісником короля — для коломийського, снятинського старости Міхала «Мужила» Бучацького. Маєтки у Рогатині отримав у 1431 році як конфісковані від Богдана Рогатинського, який того року перейшов на сторону князя Свидригайла. 16 травня 1440 король Владислав III Варненчик своїм привілеєм, виданим у Буді, дозволив, щоб шляхтич-придворний Миколай Парава викупив у руського воєводи Пйотра Одровонжа Галицьке староство (місто, замок, 11 сіл) з Калуською жупою, також отримав право викупляти інші села у Галицькій землі та засновувати нові.
Загинув 6 (або 8 вересня) 1450 року разом з Пйотром Одровонжем та сином галицького старости Міхала Бучацького Міхалом у бою під «Красним полем» (за іншими даними — біля містечка Красне, тепер село Мурованокуриловецького району) під час війни проти молдавського господаря Богдана II.
Його величезний спадок (кількадесят сіл в Львівському, Галицькому, Теребовельському повітах) отримав в «посідання» братанок Станіслав з Ходча — крушвіцький староста, який 1446 року в джерелах був згаданий власником маєтку Хлопи під Комарним.
Тесть — подільський намісник та львівський староста Пйотр Влодкович з Харбіновичів., дружина Анна. Відомості про дітей відсутні. Спадкоємцями були: брат, галицький староста Якуб Парава, сестра або братаниця Ядвіга з Любіна, братанок Станіслав.